# Musée archéologique

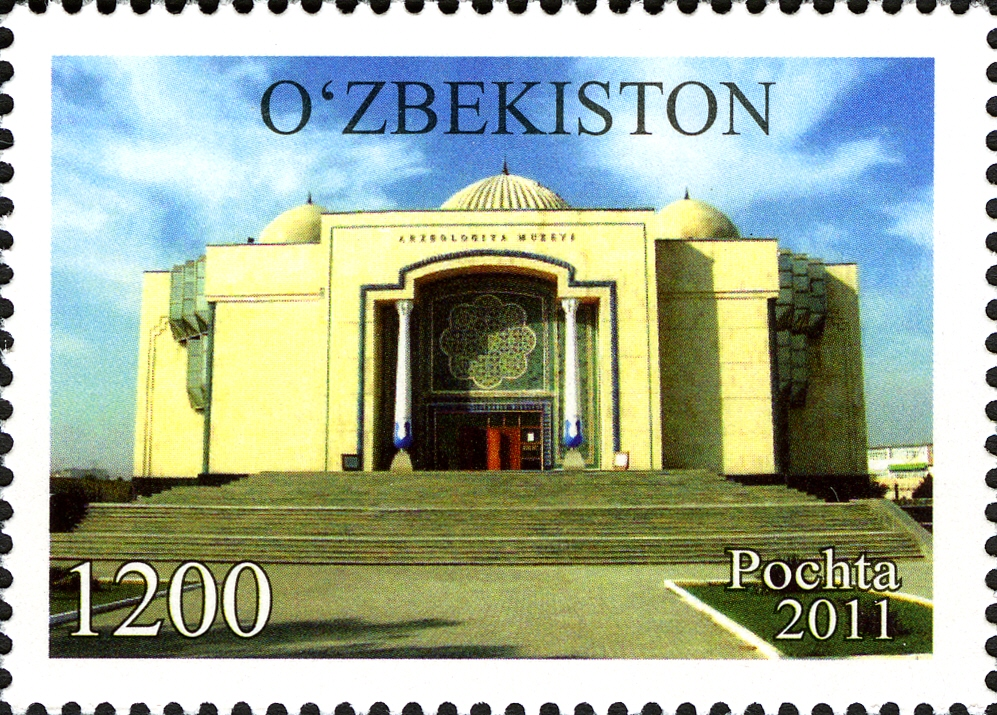
Timbre ouzbèke figurant le.

Les musées archéologiques sont des musées spécialisés dans l'exposition des objets archéologiques. Beaucoup sont à l'air libre, comme l'Acropole d'Athènes. D'autres présentent à l'intérieur de bâtiments des artefacts trouvés dans des sites archéologiques.
Leurs collaborateurs conduisent des fouilles archéologiques et mènent des recherches.
Nombre de ces musées possèdent une importante collection d'antiquités égyptiennes[réf. nécessaire].